# 美山町立柿野小学校西洞分校
美山町立柿野小学校西洞分校（みやまちょうりつ かきのしょうがっこう　にしぼらぶんこう）は、かつて岐阜県山県郡美山町（現・山県市）に存在した公立小学校の分校。

## 概要
- 美山町柿野（旧・武儀郡乾村柿野）の西洞地区が校区であった。西洞地区は柿野川（板取川支流）の支流の西洞谷沿いの集落である。
- 西洞地区は過疎化が進行していたこともあり、1969年に岐阜県が策定した岐阜県集落再編成事業推進要綱により行政指導により、美山町の指導で集団移住が決まり、1970年に全住民が離村。同時に廃校となった。

## 沿革
- 1888年（明治21年） - 柿野村字西洞に柿野簡易科小学校西洞分教場を設置する。
- 1889年（明治22年）4月1日 - 武儀郡日永村、船越村、出戸村、相戸村、柿野村が合併し、武儀郡乾村が発足。
- 1902年（明治35年） - 柿野尋常小学校西洞分教場に改称する。
- 1941年（昭和16年）4月1日 - 柿野国民学校西洞分教場に改称する。
- 1947年（昭和22年）4月1日 - 乾村立柿野小学校西洞分校に改称する。
- 1955年（昭和30年）4月1日 - 山県郡富波村、谷合村、葛原村、北山村、北武芸村、西武芸村、および武儀郡乾村が合併し、美山村が発足。同時に美山村立柿野小学校西洞分校に改称する。
- 1964年（昭和39年）4月1日 - 美山村が町制施行して美山町となる。同時に美山町立柿野小学校西洞分校に改称する。
- 1968年（昭和43年）4月 - 児童数が2名まで減少する。
- 1969年（昭和44年）4月 - 休校となる。
- 1970年（昭和45年）3月 - 西洞地区が集団離村したことにより、西洞分校は廃止される。